# Theodor Leber
Theodor Karl Gustav von Leber (Karlsruhe, 29 de febrero de 1840 - Heidelberg, 17 de abril de 1917) fue un oftalmólogo alemán. En 1869 describió una forma hereditaria de ceguera que en su honor se llama amaurosis congénita de Leber. En 1871  fue el primero en publicar una serie de casos de otra enfermedad ocular llamada neuropatía óptica hereditaria de Leber  que se transmite de madres a hijos a través del ADN mitocondrial.
Leber fue discípulo de Hermann von Helmholtz (1821-1894) en Heidelberg, ciudad en la que obtuvo el grado de doctor en 1862 y donde más adelante trabajó como ayudante de Hermann Jakob Knapp (1832-1911) en la clínica oftalmológica de la ciudad. Posteriormente estudió fisiología con Carl Ludwig (1816-1895) en Viena. Entre 1867 y 1870 ejerció la oftalmología como ayudante del profesor Albrecht von Graefe (1828-1870) en Berlín. En 1871 fue nombrado director de la clínica universitaria de Göttingen. Desde 1890 hasta su jubilación en 1910 fue director de la clínica oftalmológica de Heidelberg.

## Obra

### Algunas publicaciones
- Anatomische Untersuchungen über die Blutgefässe des menschlichen Auges. Denkschrift der kaiserlichen Akademie der Wissenschaften in Wien, 1865.

- con Johann Baptist Rottenstein: Untersuchungen über die Caries der Zähne. Berlín, 1867.

- Studien über den Flüssigkeitswechsel im Auge. In: Albrecht von Graefes Archiv für Ophthalmologie, v. 19, N.º 2, 1873, p. 87–185 doi 10.1007/BF01720618.

- Ueber die Erkrankungen des Auges bei Diabetes mellitus. In: Albrecht von Graefes Archiv für Ophthalmologie, v. 21, N.º 3, 1875, p. 206–337 doi 10.1007/BF01695031.

- Die Circulations- und Ernährungsverhältnisse des Auges. in Graefe-Saemisch: Handbuch der gesamten Augenheilkunde, 1876.

- Die Krankheiten der Netzhaut und des Sehnerven. in Graefe-Saemisch: Handbuch der gesamten Augenheilkunde, v. 3 y 4; Leipzig, 1877; 2ª ed. 1915–1916.

- Die Entstehung der Entzündung und die Wirkung der entzündungserregenden Schädlichkeiten. in Graefe-Saemisch: Handbuch der gesamten Augenheilkunde, v. 4. Leipzig, 1891.

- Ueber Retinitis pigmentosa und angeborene Amaurose. Albrecht von Graefes Archiv für Ophthalmologie, v. 15: 1-25, 1869.